# Zdenka Žido
Zdenka Žido, slovenska slikarka, * 20. februar 1959, Nemški Rovt. 
Leta 1987 je diplomirala na Akademiji za likovno umetnost v Ljubljani pri profesorju Andreju Jemcu. Na Akademiji je nato končala tudi specialko za slikarstvo.
Do leta 2009 je imela 12 samostojnih razstav, za svoje delo pa je leta 1986 prejela tudi študentsko Prešernovo nagrado.